# Daybreak (Fernsehserie)
Daybreak ist eine amerikanische postapokalyptische Comedy-Drama-Web-Fernsehserie von Brad Peyton und Aron Eli Coleite, die auf dem gleichnamigen Comic-Reihe von Brian Ralph basiert. Es ist am 24. Oktober 2019 auf Netflix erschienen in den Hauptrollen Colin Ford, Alyvia Alyn Lind, Sophie Simnett, Austin Crute, Cody Kearsley, Jeanté Godlock, Gregory Kasyan, Krysta Rodriguez und Matthew Broderick.
Im Dezember 2019 wurde die Serie nach einer Staffel eingestellt.

## Handlung
Die Serie dreht sich um den Außenseiter Josh Wheeler, der im postapokalyptischen Kalifornien nach seiner vermissten Freundin Sam Dean sucht. Während die Erwachsenen zu Zombies geworden sind, blieben die Jugendlichen menschlich und gründeten eigene Gemeinschaften und Gruppierungen. Josh versucht alleine zu leben, verbündet sich aber mit den Außenseitern Wesley Fists und Angelica Green, die ihm bei der Suche nach Samaira Dean, seiner großen Liebe, helfen wollen. Wesley ist inzwischen zu einem pazifistischen Samurai geworden, während Angelica als Draufgängerin bekannt wird.
Die in Zombies verwandelten Erwachsenen sind nicht Joshs einziges Problem bei seiner Suche nach Sam, denn auch die verschiedenen Gemeinschaften der Jugendlichen machen es ihm nicht leicht. Außerdem gibt es noch Baron Triumph, der Jagd auf Kinder und Jugendliche macht, um diese zu Essen zu verarbeiten. Neben diversen Krisen, Gang-Kämpfen und jugendlichen Eskapaden sieht man immer wieder Rückblicke in die Vergangenheit, die die einzelnen Figuren vorstellen und die Romanze zwischen Josh und Sam zeigen.
Schlussendlich findet Josh Sam. Zusammen töten sie Baron Triumph, der sich als der alte Schulrektor der beiden entpuppt, und verhindern seinen bösartigen Plan.

## Besetzung und Synchronisation

### Hauptdarsteller
- Colin Ford als Josh Wheeler
- Alyvia Alyn Lind als Angelica Green
- Sophie Simnett als Samaira „Sam“ Dean
- Austin Crute als Wesley Fists
- Cody Kearsley als Turbo „Bro Jock“ Pokaski
- Jeanté Godlock als Mona Lisa
- Gregory Kasyan als Eli Cardashyan
- Krysta Rodriguez als Ms. Crumble / The Witch
- Matthew Broderick als Michael Burr / Baron Triumph

### Nebendarsteller

#### Die Sportskanonen
- Chester Rushing als Terrence „Terry“ Markazian
- Micah McNeil als Jerry
- Alan Trong als Larry
- Mickey Dolan als Gary Stern
- Jon Levert als Barry
- Luke Valen als #54

#### Die Daybreakers
- Chelsea Zhang als Karen Jane „KJ“
- Estrella Avila als Jessica Huntley
- Kevin Bransford als Other Gay Josh
- Jack Justice als Jew-Fro Simon

#### Die Cheermazonen
- Jade Payton als Demi Anderson
- Sandra Mae Frank als Victoria
- Emily Snell als Miryam
- Charlotte Benesch als Camilla
- Barbie Robertson als Veronica

#### Andere Überlebende
- Sammi Hanratty als Aria Killigan
- Rob H. Roy als Jayden Hoyles
- Erik Christensen als Jaden Thompson Magee
- Gabriel Armijo als Jaden Unger
- Austin Maas als Bro jock
- Zoe Biggers als Jaden Florentina
- Andrew Fox als Owen 'Slowen' Krieger
- A.J. Voliton als Fred
- Natalie Alyn Lind als Mavis
- Mitchell Hoog als Nimrod

## Episodenliste
| Folge | deutscher Titel                         | Originaltitel                                      | Regie                | Drehbuch                                                        | Episodenlänge | Erstausstrahlung |
| --- | --------------------------------------- | -------------------------------------------------- | -------------------- | --------------------------------------------------------------- | ------------- | ---------------- |
| 1x01 | Josh und die Apokalypse: Teil 1         | Josh vs. the Apocalypse: Part 1                    | Brad Peyton          | Aron Eli Coleite & Brad Peyton                                  | 45 Minuten    | 24.10.2019       |
| Josh blüht in einer postapokalyptischen Welt auf, während er nach seiner Freundin Sam sucht. Nachdem sein regelmäßiges Versteck von einem mutierten Mops zerstört wurde, rettet er versehentlich Angelika aus einem sadistischen Golfteam. Er trifft auch auf Wesley, der ihn früher mobbte und nun ein selbsternannter pazifistischer Samurai ist, als das dritte Team gegen Turbo und den Stamm der Jock. Nachdem sie den Tipp bekommen, dass Sam im Einkaufszentrum ist, machen sie sich auf den Weg dorthin, nur um von Baron Triumph verfolgt zu werden. Das Trio ist schockiert, als es sieht, wer es ist. |                                         |                                                    |                      |                                                                 |               |                  |
| 1x02 | Wie es sich so lebt in einer Apokalypse | Schmuck Bait!                                      | Brad Peyton          | Aron Eli Coleite & Brad Peyton                                  | 48 Minuten    | 24.10.2019       |
| Auf der Flucht vor Turbo und den Jocks landen Josh, Angelica und Wesley in der Glendale Mall, wo sie Eli treffen, der als Triumph verkleidet war. Eli lockt Josh und Angelica in einem Teil des Einkaufszentrums, wo sie auf „Die Hexe“ stoßen, die sich als Frau Crumble entpuppt, und sind überrascht zu entdecken, dass sie sprechen kann. Nachdem sie mit Ms. Crumble gesprochen haben, beginnen sie zu fliehen, als ein Ghoulie das Einkaufszentrum betritt und Josh angreift. Eli kommt zur Rettung, indem er dem Ghoulie in die Augen sticht. Plötzlich öffnet sich der Aufzug und es ist Baron Triumph bereit zum Angriff. Die Hexe erscheint, und verjagt Triumph. Josh entdeckt, dass er gebissen wurde und versucht, seinen Unterarm zu amputieren, fährt aber fort, seinen Finger abzuschneiden. Angelika schreit ihn an, zeigt ihm ihren Arm mit Bissspuren und sagt, dass sie sich nicht in eine Ghoulie verwandeln, bevor Josh ohnmächtig wird. |                                         |                                                    |                      |                                                                 |               |                  |
| 1x03 | Die Schleimkönigin von Glendale         | The Slime Queepin of Glendale, CA                  | Michael Patrick Jann | Calaya Michelle Stallworth                                      | 45 Minuten    | 24.10.2019       |
| Während Josh ohnmächtig ist, übernimmt Angelika die Erzählung der Geschichte und erklärt, wie sie zu einem Teil aller Teenager wurde. Es wird offenbart, dass sie ein Kindergenie ist und der Drogendealer für die High School war. Wesley und Angelica gehen auf eine Mission, um Medikamente für Josh zu holen und lassen ihn unter dem Schutz einer hungrigen Frau Crumble zurück. Sie sammelt eine Ladung Maden und steckt Joshs Finger in die Schüssel. Es zeigt sich, dass die Maden bei der Heilung seines Fingers geholfen haben. In der Zwischenzeit schmiedet Angelika einen Plan, Sams Tod vorzutäuschen, nur damit Josh das Trio nicht verlässt. |                                         |                                                    |                      |                                                                 |               |                  |
| 1x04 | MMMMMMM-HMMMMMM                         | MMMMMMM-HMMMMMM                                    | Michael Patrick Jann | Andy Black                                                      | 50 Minuten    | 24.10.2019       |
| Überzeugt, dass hinter „Sams Tod“ Baron Triumph steckt und er der Old School Tyrann Jayden Hoyles ist, geht Josh ihm nach. Nachdem Triumph Josh, Wes & Turbo gefangen genommen hat, entdecken sie, dass seine Höhle eine alte Frühstücksflockenfabrik ist. Eingesperrt in Käfigen, nimmt Josh einige Schlösser aus seinem Notfall-Schaufensterpuppenfinger heraus, lässt aber einen von ihnen fallen und erregt die Aufmerksamkeit eines von Triumphs Sklaven, die kein Englisch zu sprechen scheint. Er geht nach draußen, um Hoyles über einem Feuer zu sehen, bereit zum Braten. Schockiert dreht sich Josh um, um zu sehen, wie der echte Baron Triumph seine Maske abzieht, und es ist niemand anderes als Principal Burr, der sich nun gerne von den Kindern ernährt. Nach einem epischen Kampf befreit Josh die Gefangenen, lässt Turbo zurück und lässt Burr in den Goblinflocken „ertrinken“. Er kommt zurück in das Einkaufszentrum, wo Eli seine Hälfte des Einkaufszentrums ausgegeben wurde, um Angelika und Ms. Crumble ein neues Gesicht zu geben, mit all den Gefangenen und Sklaven, die eine größere Gemeinschaft bilden. |                                         |                                                    |                      |                                                                 |               |                  |
| 1x05 | Der Soundtrack unseres Lebens           | Homecoming Redux or My So Called Stunt Double Life | Sherwin Shilati      | Ira Madison III                                                 | 48 Minuten    | 24.10.2019       |
| Wesleys Geschichte zeigt, dass er sich zwischen seinem Freund Turbo und Josh entscheiden muss. Wir sehen, dass Wesley Turbo schon immer geliebt hat, aber die Art und Weise hasst, wie er ihn dazu bringt, zwischen ihm und seinem dritten Cousin Emmett in einem Footballspiel zu wählen, bevor die Apokalypse stattfand. Turbo sagt, dass Wesley Josh töten muss, oder er bringt alle um. Die Kinder im Einkaufszentrum beschließen, einen Tanz aufzulegen und die Musik über Bluetooth-Kopfhörer zu hören, um nicht den Ghoulies zu erliegen. Eli hilft Wesley, die Krone zu vergiften, die Josh aufgrund seiner heroischen Aktionen sicher gewinnen würde, doch Wesley gewinnt die Abstimmung. Von seiner Schuld gepackt, schlägt er die Krone weg, bevor die Lichter ausgehen und Turbos Stamm auftaucht, bereit, jeden zu töten, der sie überquert. Allerdings hat Wesley bereits alle vorher gewarnt, was Turbos Pläne sind, so dass sich die Teenager verstecken und sich auf den Angriff vorbereiten. |                                         |                                                    |                      |                                                                 |               |                  |
| 1x06 | 5318008                                 | 5318008                                            | Sherwin Shilati      | Emily Fox                                                       | 45 Minuten    | 24.10.2019       |
| Josh und KJ treffen die Spieler und entdecken, dass es unter den Jocks einen Verräter gibt, der Turbo töten will. Sie bitten die Spieler um Hilfe, um Turbo zu töten, aber leider ist er ihnen einen Schritt voraus. Angelica & Ms Crumble besuchen die Getreidefabrik, in der Principal Burr gefangen gehalten wurde. Da ihre Periode beginnt, versucht Ms. Crumble, Angelika anzugreifen, die mit Hilfe von Burr entdeckt, wie man einen Tampon benutzt. Sie öffnet die Tür zu Ms. Crumble, die zusammenbricht, als etwas Mysteriöses ihren Rücken erobert hat. Nachdem er mit KJ geschlafen hat, schaut Josh sich die Aufnahmen der Gamers Cams der Schule nochmal an, wo er entdeckt, dass Sam noch am Leben ist und von den Jocks als Geisel gehalten wird. Zurück im Einkaufszentrum, wo Wesley & Eli wegen ihres Verrats gefesselt sind, kommt Angelika zurück, um zu erfahren, dass Wesley Josh erzählt hat, dass sie Sams Tod gefälscht haben, was dazu führte, dass Josh alle drei verbannte. |                                         |                                                    |                      |                                                                 |               |                  |
| 1x07 | Canta Tu Vida                           | Canta Tu Vida                                      | Mark Tonderai-Hodges | Jenn Kao                                                        | 46 Minuten    | 24.10.2019       |
| Ms. Crumble sucht nach Angelika und erreicht den Stamm der Cheermazonen, die in Auswahlverfahren kämpfen, um in den Stamm zu gelangen. Angelika tritt dem Stamm bei. Ms. Crumble fällt inzwischen in die Realität ein und aus, weil sie denkt, dass sie in ihrer eigenen Sitcom ist. Zurück an der Schule, entdeckt Mona, dass Turbo Gary reingelegt hat, indem er von einem Pfeil getroffen wurde und es auf Gary schob, der Teil der unglücklichen Golfmannschaft war, und Barry als einziges überlebendes Mitglied zurückließ. Sam, Barry und Mona formulieren einen Plan, um Principal Burr wieder an die Macht zu bringen und zu versuchen, die Dinge „wieder normal zu machen“. Im Einkaufszentrum versucht Eli immer wieder, wieder hineinzubrechen, jedes Mal, wenn Josh ihn rauswirft. Die Alarme ertönen, und Josh ist überzeugt, dass es Eli ist. Er geht auf das Dach, um ein Mädchen zu finden, das sich als Mavis entpuppt, von dem man glaubte, dass es Elis Freundin ist, die eigentlich eine Puppe ist. Hier erfährt man, dass Josh sich von Sam getrennt hat, kurz bevor die Apokalypse stattfand. |                                         |                                                    |                      |                                                                 |               |                  |
| 1x08 | Du bist Sam Dean                        | Post Mates                                         | Kate Herron          | Aron Eli Coleite                                                | 38 Minuten    | 24.10.2019       |
| Diese Episode konzentriert sich ausschließlich auf den Tag, an dem Sam & Josh sich trennten. Sie verlassen die Schule, um in Joshs Wohnung zu gehen, wo sie zustimmen, miteinander zu schlafen. Josh entdeckt, dass Sam keine Jungfrau, wie er, ist. Nachdem sie viel Essen bestellt haben, gehen sie hinaus in den Swimmingpool, wo Sam die Tatsache ausschaltet, dass Josh denkt, dass sie dieses „nette“ Mädchen ist, seit er das Video von ihr gepostet hat, was sie sich wünschte, er hätte es nie getan. Danach haben sie zum ersten Mal Sex. Seit seiner Ankunft in der Wohnung ruft Joshs Mutter ihn wiederholt an und schreibt ihm eine SMS, um „seinen Vater anzurufen“. Sam beantwortet sein Telefon, auf dem Josh mit seiner Mutter spricht. Ohne etwas zu sagen steht Josh plötzlich auf und lässt Sam in der Wohnung zurück. Sie findet ihn auf dem Bürgerstei, auf dem er ihr erzählt, dass sein Vater gestorben ist. Josh gibt Sam die Schuld, dass er ihn abgelenkt hat und nennt sie eine „Schlampe“. Tief verletzt stürmt sie zurück zur Schule und geht ins Footballstadion kurz bevor die Atombombe einschlägt. |                                         |                                                    |                      |                                                                 |               |                  |
| 1x09 | Josh und die Apokalypse: Teil 2         | Josh vs. the Apocalypse: Part 2                    | Michael Patrick Jann | Story von: Emily Fox & Jenn Kao Drehbuch von : Aron Eli Coleite | 49 Minuten    | 24.10.2019       |
| Sam bringt Principal Burr zurück in die Schule, die Turbo im Einzelkampf sofort stürzt und seinen Körper außerhalb des Lagers entsorgt. Wesley rettet Turbo und beginnt, ihn wieder gesund zu pflegen. Während der Rückblenden lernt Josh, mit seinem Vater zu jagen, und merkt, dass er jeden, der ihm wichtig ist, weggestoßen hat, um zu verhindern, dass er verletzt wird. Dann überredet er Eli im zu helfen Sam zu retten, indem dieser sich als Baron Triumph verkleidet in die Highschool einschleicht. Die beiden Jungs bauen eine Bindung auf durch ihr gemeinsames Interesse an Pokémon-Karten. Bevor sie noch zu Highschool kommen wird Eli von Hoyle tödlich angegriffen der er ihn für den Baron hält. Burr versucht, die Dinge in der Schule wieder „normal“ zu machen, indem er die regulären Aktivitäten wieder aufnimmt. In Zusammenarbeit mit Sam entdecken sie, dass die Teenager möglicherweise durch die vor den Explosionen eingeführten HPV-Impfungen überlebt haben. Burr kehrt schnell zu seinen alten Wegen zurück und vergiftet die Schule mit beruhigendem Schleim. Josh nimmt die als Triumph gekleidete Mission wieder auf und betritt erfolgreich die Schule, die bis auf Sam leer ist. Als Sam und Josh sich wiedervereinigen, zündet Burr eine der nicht explodierten Bomben und sendet Schockwellen durch Glendale. |                                         |                                                    |                      |                                                                 |               |                  |
| 1x10 | KAAA-BUUUMMMMM!                         | FWASH-BOOOOOOOOOOOOOOOOOOOOOOOOOM!                 | Michael Patrick Jann | Aron Eli Coleite                                                | 49 Minuten    | 24.10.2019       |
| Burr führt die verbleibende Jock-Armee an, Mitglieder anderer lokaler Stämme zu entführen, darunter Angelika aus den Cheermazonen. Aufgrund der Schockwelle leidet jeder in der Region an Hörverlust, was zeigt, dass Josh die amerikanische Gebärdensprache beherrscht und es ihm ermöglicht, mit dem Cheermazonen Triumvirat um Hilfe zu bitten. Burr droht Angelika, die Bombe zu zünden – diesmal mit einer nuklearen und biologischen Nutzlast, um Glendale ganz auszumerzen. Josh und Sam versammeln die lokalen Stämme, einschließlich der Daybreakers, Wesley und Turbo (die sich versöhnt haben), und Ms. Crumble, indem sie sie überzeugen, Burr anzugreifen, bevor er die Bombe zünden kann. Josh lockt Ghoulies zur Bombenstelle, die die Jocks angreifen, während er und Sam Burr bekämpfen und Angelika retten. Sie besiegen Burr, der angibt, dass sie zu abgelenkt waren, um „die reale Bedrohung“ zu bemerken, gerade als ein mutierter dritter Arm aus seinem Körper ausbricht. Josh tötet ihn, indem er seine Erdnussallergie ausnutzt und das neue Anhängsel zerlegt. Ms. Crumble opfert sich, um die Bombe zu besiegen, indem sie sie manuell startet; sie überlebt jedoch und schließt sich den anderen an. Josh lädt Sam ein, sich ihm an einem „glücklich bis ans Ende“ anzuschließen, aber Sam weigert sich. Stattdessen erklärt sie sich zur neuen Führerin. Josh, Wesley, Angelica und eine kleine Gruppe unter den Überlebenden beobachten entsetzt, wie die restlichen Stammesmitglieder sich vor Sam niederknien. |                                         |                                                    |                      |                                                                 |               |                  |

## Veröffentlichung
Am 16. September 2019, wurde ein Teaser Trailer zur Serie veröffentlicht. Am 7. Oktober 2019 zeigte Netflix den offiziellen Trailer der Serie.